# Actinostrobus arenarius
Actinostrobus arenarius är en cypressväxtart som beskrevs av Charles Austin Gardner. Actinostrobus arenarius ingår i släktet Actinostrobus och familjen cypressväxter. IUCN kategoriserar arten globalt som livskraftig. Inga underarter finns listade i Catalogue of Life.